# Maryna Viazovska
Maryna Sergiivna Viazovska (en ucraniano: Марина Сергіївна В'язовська; Kiev 1984) es una matemática ucraniana conocida por sus trabajos sobre el empaquetamiento de esferas. En la actualidad es profesora titular de teoría de números en la Cátedra del Instituto de Matemáticas de la École Polytechnique Fédérale de Lausana (Suiza). Fue galardonada con la Medalla Fields en 2022.

## Biografía
Como estudiante en la Universidad de Kiev, Viazovska participó en la Competencia Internacional de Matemáticas para Estudiantes Universitarios en 2002, 2003, 2004, y 2005, y fue una de las primeras ganadoras en 2002 y 2005.

### Trayectoria académica
Viazovska consiguió el primer postgrado científico Candidate of Sciences del Instituto de Matemáticas de la Academia Nacional de Ciencias de Ucrania en 2010, y un doctorado (Dr. rer. nat.) en la Universidad de Bonn en 2013. Su exposición doctoral Funciones Modulares y Ciclos Especiales, concierne la teoría analítica de números y fue supervisada por Don Zagier. Fue investigadora postdoctoral en la Escuela Matemática de Berlín y en la Universidad Humboldt de Berlín.
En el año 2016 solucionó el problema del empaquetamiento de esferas en la dimensión 8 y, en colaboración con otros, dentro de la dimensión 24.
Anteriormente, el problema había sido resuelto solo para tres o menos dimensiones, y la prueba de la versión tridimensional (la conjetura de Kepler) implicó largos cálculos de ordenador. Por contraste, la prueba de Viazovska para 8 y 24 dimensiones es "sorprendentemente sencilla".
Así como por su trabajo en empaquetamiento de esferas, Viazovska es también conocida por su investigación en diseños esféricos con Bondarenko y Radchenko. Con ellos probó la conjetura de Korevaar y Meyers en la existencia de diseños pequeños en dimensiones arbitrarias. Este resultado fue una de las contribuciones por las cuales su coautor Andriy Bondarenko ganó el premio Vasil A. Popov por la teoría de aproximación en 2013.
Fue galardonada con la Medalla Fields en el año 2022, otorgada por la Unión Matemática Internacional, por su trabajo del empaquetamiento de esferas en la dimensión 8 y por otras contribuciones a problemas de interpolación en el análisis de Fourier. Es la segunda mujer, después de Maryam Mirzajani, que gana esta medalla.

## Selección de publicaciones
- Bondarenko, Andriy; Radchenko, Danylo; Viazovska, Maryna (2013), «Optimal asymptotic bounds for spherical designs», Annals of Mathematics, Second Series 178 (2): 443-452, MR 3071504, arXiv:1009.4407, doi:10.4007/annals.2013.178.2.2.
- Viazovska, Maryna (2017), «The sphere packing problem in dimension 8», Annals of Mathematics 185 (3): 991-1015, arXiv:1603.04246, doi:10.4007/annals.2017.185.3.7.
- Cohn, Henry; Kumar, Abhinav; Miller, Stephen D.; Radchenko, Danylo; Viazovska, Maryna (2017), «The sphere packing problem in dimension 24», Annals of Mathematics 185 (3): 1017-1033, arXiv:1603.06518, doi:10.4007/annals.2017.185.3.8.
- Cohn, Henry; Kumar, Abhinav; Miller, Stephen D.; Radchenko, Danylo; Viazovska, Maryna (2019), Universal optimality of the E8 and Leech lattices and interpolation formulas, Bibcode:2019arXiv190205438C, arXiv:1902.05438.